# رافاييلسون بيزيرا فيرنانديز
رافاييلسون بيزيرا فيرنانديز (مواليد 30 مارس 1997) هو لاعب كرة قدم برازيلي.

## الانجازات
- بطولة آسيان 2024

## وصلات خارجية
- رافاييلسون بيزيرا فيرنانديز على موقع رابطة كرة القدم اليابانية للمحترفين (اليابانية)
- رافاييلسون بيزيرا فيرنانديز على موقع قاعدة بيانات كرة القدم.إي يو (الإنجليزية)
- رافاييلسون بيزيرا فيرنانديز على موقع ناشيونال فوتبول تيمز (الإنجليزية)
- رافاييلسون بيزيرا فيرنانديز على موقع Soccerway.com (الإنجليزية)
- رافاييلسون بيزيرا فيرنانديز على موقع عالم كرة القدم.نت (الإنجليزية)